# Dryopteris goeringiana
Dryopteris goeringiana là một loài thực vật có mạch trong họ Dryopteridaceae. Loài này được (Kunze) Koidz. miêu tả khoa học đầu tiên năm 1929.